# Меликахмедли
Меликахмедли (азерб. Məlikəhmədli) — село в Губадлинском районе Азербайджана.

## История
В советские годы село входило в состав Губадлинского района Азербайджанской ССР. В результате Первой карабахской войны в августе 1993 года перешло под контроль непризнанной Нагорно-Карабахской Республики. В ходе 44-дневной Второй карабахской войны (27 сентября - 10 ноября 2020 года) село было освобождено от длительной армянской оккупации Вооружёнными силами Азербайджанской Республики.

## Топонимика
Село Меликахмедли находится на берегу реки Баргушад. В прошлом село называлось Ийдали. Cегодня село называется по имени рода Меликахмедли, который когда-то поселился в местности под названием Ийдали.

## Население
До Карабахской войны село состояло из 56 домов.